# خانواده سلطنتی یونان
خانواده سلطنتی یونان (انگلیسی: Greek royal family) شاخه‌ای از دودمان گلوکسبورگ است که از سال ۱۸۶۳ تا ۱۹۲۴ و مجدداً از ۱۹۳۵ تا ۱۹۷۳ در یونان سلطنت می‌کرد. اولین پادشاه این خانواده جرج اول، دومین پسر کریستیان نهم دانمارک بود. جرج اول بعد از برکناری اوتو در سال ۱۸۶۲ برای سلطنت یونان انتخاب شد. آخرین پادشاه این خانواده کنستانتین دوم بود که بعد از کودتای گئورگیوس پاپادوپولوس از سلطنت خلع شد و یونان را ترک کرد.